# Indasclera puncticollis
Indasclera puncticollis es una especie de coleóptero de la familia Oedemeridae.

## Distribución geográfica
Habita en Arunachal Pradesh (India).